# Comuna Roata de Jos, Giurgiu
Roata de Jos (în trecut, Roata) este o comună în județul Giurgiu, Muntenia, România, formată din satele Cartojani, Roata de Jos (reședința), Roata Mică și Sadina.

## Așezare
Comuna se află în nord-vestul județului, pe malurile Dâmbovnicului, la limita cu județele Teleorman și Dâmbovița. Este străbătută de șoseaua județeană DJ601, care o leagă spre est de Crevedia Mare (unde se intersectează cu DN61), Bolintin-Vale, Bolintin-Deal și mai departe în județul Ilfov de Ciorogârla (unde se termină în autostrada A1), și spre sud de Mârșa și mai departe în județul Teleorman la Videle. La Roata de Jos, din acest drum se ramifică șoseaua județeană DJ611, care duce spre nord-vest în județul Teleorman la Gratia.

## Demografie
Componența etnică a comunei Roata de Jos
     Români (87,71%)
     Romi (3,71%)
     Alte etnii (0,46%)
     Necunoscută (8,13%)
Componența confesională a comunei Roata de Jos
     Ortodocși (90,53%)
     Alte religii (1,07%)
     Necunoscută (8,4%)
Conform recensământului efectuat în 2021, populația comunei Roata de Jos se ridică la 7.691 de locuitori, în scădere față de recensământul anterior din 2011, când fuseseră înregistrați 8.296 de locuitori. Majoritatea locuitorilor sunt români (87,71%), cu o minoritate de romi (3,71%), iar pentru 8,13% nu se cunoaște apartenența etnică. Din punct de vedere confesional, majoritatea locuitorilor sunt ortodocși (90,53%), iar pentru 8,4% nu se cunoaște apartenența confesională.

## Politică și administrație
Comuna Roata de Jos este administrată de un primar și un consiliu local compus din 15 consilieri. Primarul, Marin Ghidănac[*], de la Partidul Național Liberal, este în funcție din 2004. Începând cu alegerile locale din 2024, consiliul local are următoarea componență pe partide politice:
|  | Partid                          | Consilieri | Componența Consiliului | Componența Consiliului | Componența Consiliului | Componența Consiliului | Componența Consiliului | Componența Consiliului | Componența Consiliului | Componența Consiliului | Componența Consiliului | Componența Consiliului |
|  | ------------------------------- | ---------- | ---------------------- | ---------------------- | ---------------------- | ---------------------- | ---------------------- | ---------------------- | ---------------------- | ---------------------- | ---------------------- | ---------------------- |
|  | Partidul Național Liberal       | 10         |                        |                        |                        |                        |                        |                        |                        |                        |                        |                        |
|  | Partidul Social Democrat        | 4          |                        |                        |                        |                        |                        |                        |                        |                        |                        |                        |
|  | Alianța pentru Unirea Românilor | 1          |                        |                        |                        |                        |                        |                        |                        |                        |                        |                        |

## Istorie
La sfârșitul secolului al XIX-lea, comuna făcea parte din plasa Neajlov a județului Vlașca și era formată din satele Roata de Jos și Zgaia, având 758 de locuitori, o școală mixtă și o biserică. La acea vreme, pe teritoriul actual al comunei mai funcționau în aceeași plasă și comunele Cârtojani și Roata-Cătunul. Comuna Cârtojani, cu satele Cârtojani și Sadina, avea 1954 de locuitori. În comună existau două biserici (una în fiecare sat), o școală de băieți cu 37 de elevi și una de fete cu 17 eleve. Comuna Roata-Cătunul avea 758 de locuitori doar în satul de reședință, și în ea era o școală mixtă cu 42 de elevi, ea fiind și reședința plășii.
Anuarul Socec din 1925 consemnează desființarea comunei Roata-Cătunu și comasarea ei cu comuna Roata de Jos sub numele de Roata, având 2682 de locuitori în satele Sadina, Zgaia, Roata-Moșteni, Roata-Cătunu și Roata de Jos. Tot atunci, comuna Cârtojani, rămasă numai cu satul de reședință, avea 2596 de locuitori; ambele comune, Roata și Cârtojani, făceau parte din aceeași plasă Neajlov.
În 1950, comunele au fost transferate raionului Crevedia și apoi (după 1952) raionului Videle din regiunea București. Satul Zgaia a primit în 1964 denumirea de Roata Mică. În 1968, comunele Roata și Cartojani au trecut la județul Ilfov; tot atunci, satele Roata-Moșteni și Roata-Cătunu au fost desființate și comasate cu satul Roata de Jos, iar comuna a luat și ea numele de Roata de Jos. În 1981, o reorganizare administrativă regională a dus la transferarea comunei la județul Giurgiu.

## Monumente istorice
În comuna Roata de Jos se află biserica „Adormirea Maicii Domnului”-Sadina, a fostului schit Roata, monument istoric de arhitectură de interes național. Datând din 1668, biserica se află în satul Roata de Jos, pe teritoriul fostului sat Roata-Cătunu.
În rest, alte cinci obiective din comună sunt incluse în lista monumentelor istorice din județul Giurgiu ca monumente de interes local. Trei dintre ele sunt situri arheologice: situl de „la Carieră”, aflat la circa 1 km nord de satul Cartojani, cuprinzând așezări din Epoca Bronzului (cultura Tei, faza III) și din perioada Latène; așezarea de „la Troiță”, din vatra satului Cartojani, datând din Epoca Bronzului (cultura Glina); și așezarea din Epoca Bronzului (cultura Tei) de la Roata de Jos, aflată la intrarea în sat dinspre Cartojani. Celelalte două obiective, clasificate ca monumente de arhitectură, sunt biserica „Sfântul Gheorghe” (1852) din Cartojani; și biserica „Sfântul Nicolae”-Zgaia (1912) din satul Roata de Jos.

## Personalități născute aici
- Alexandru Cartojan (1901 - 1965), istoric, publicist;
- Neagu Udroiu (1940 - 2022), jurnalist, scriitor.